# Saint-Thibéry

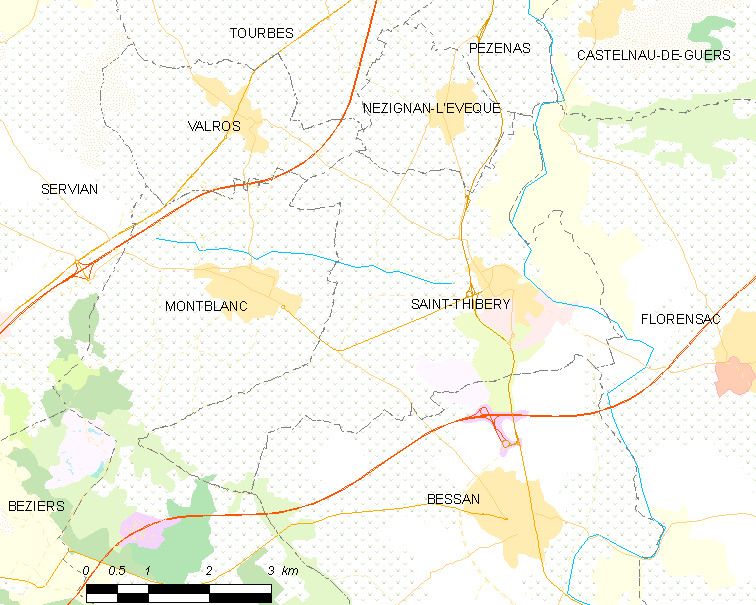
Mapa

 Saint-Thibéry  (en occitano Sant Tibèri) es una población y comuna francesa, situada en la región de Occitania, departamento de Hérault, en el distrito de Béziers y cantón de Pézenas.

## Demografía
| 1745 | 1888 | 1808 | 1874 | 2076 | 2200 | 2404 |
| Para los censos de 1962 a 1999 la población legal corresponde a la población sin duplicidades (Fuente: INSEE [Consultar]) |      |      |      |      |      |      |

## Monumentos
- Puente romano, por donde la Vía Domitia cruzaba el río Hérault.

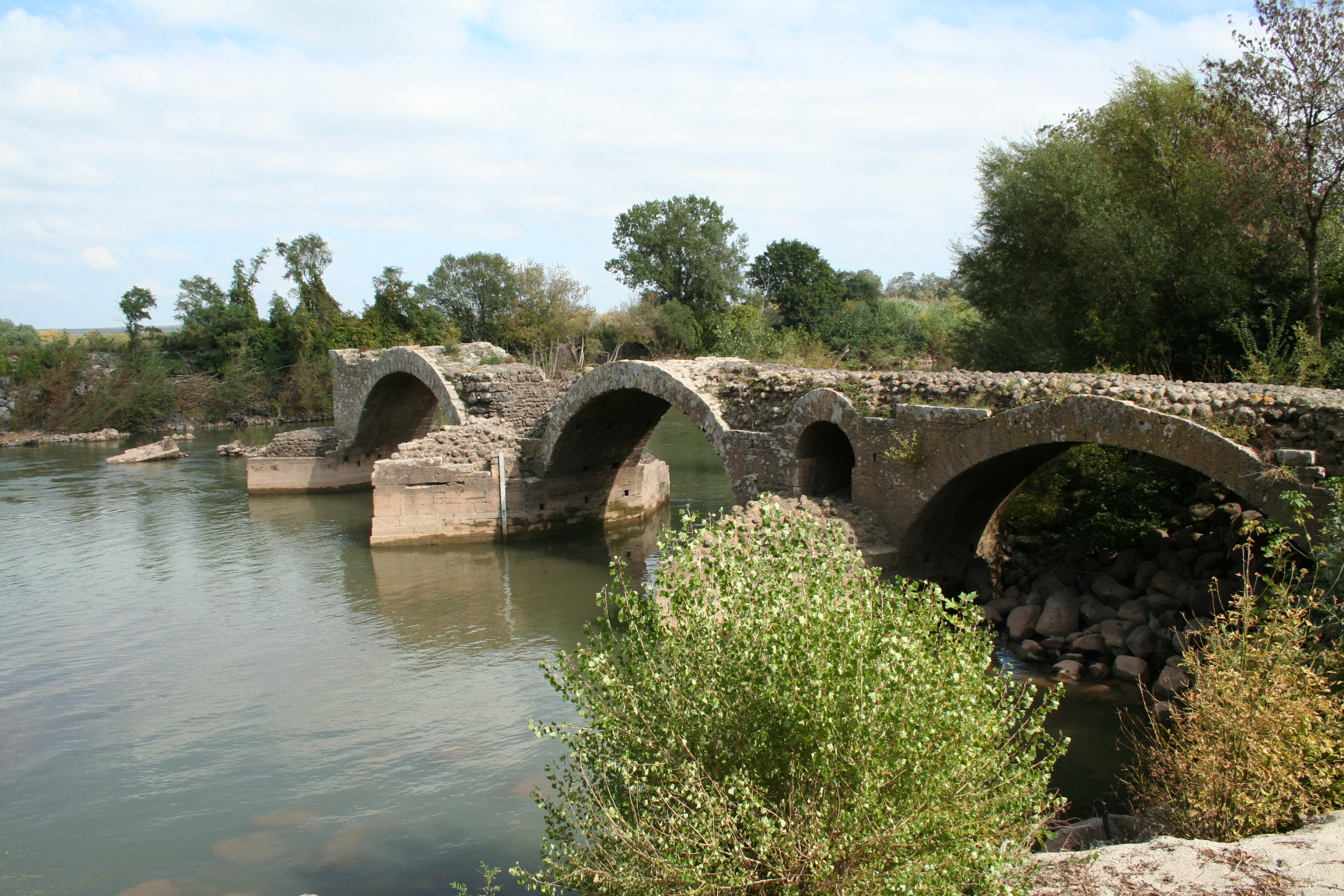
Puente romano y la Vía Domitia

- Molino medieval sobre el río Hérault.

.
- el Puento viejo (siglo XVI) sobre la Tongue.

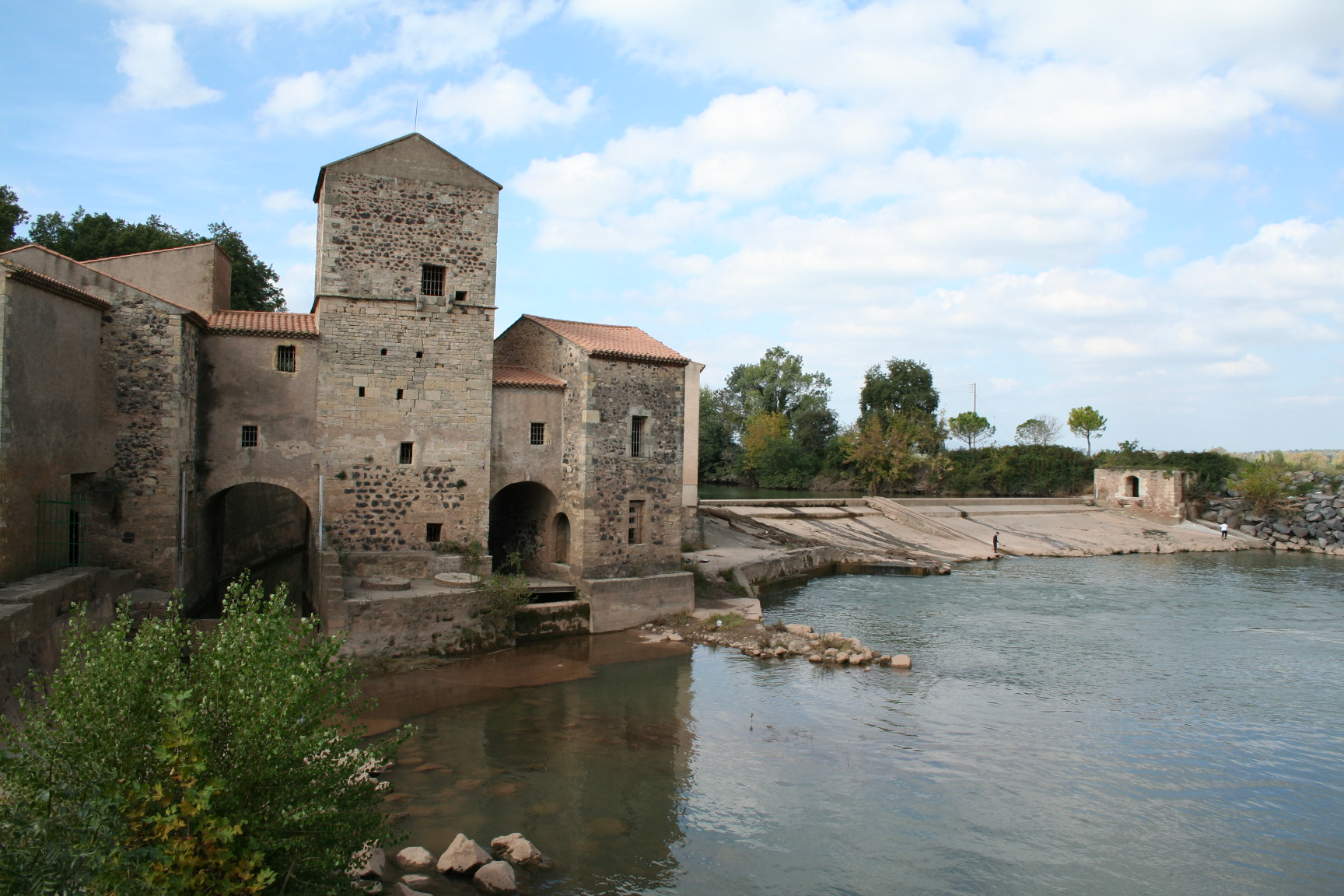
Molino medieval sobre el río Hérault

- La Iglesia abaciala con su cripta.

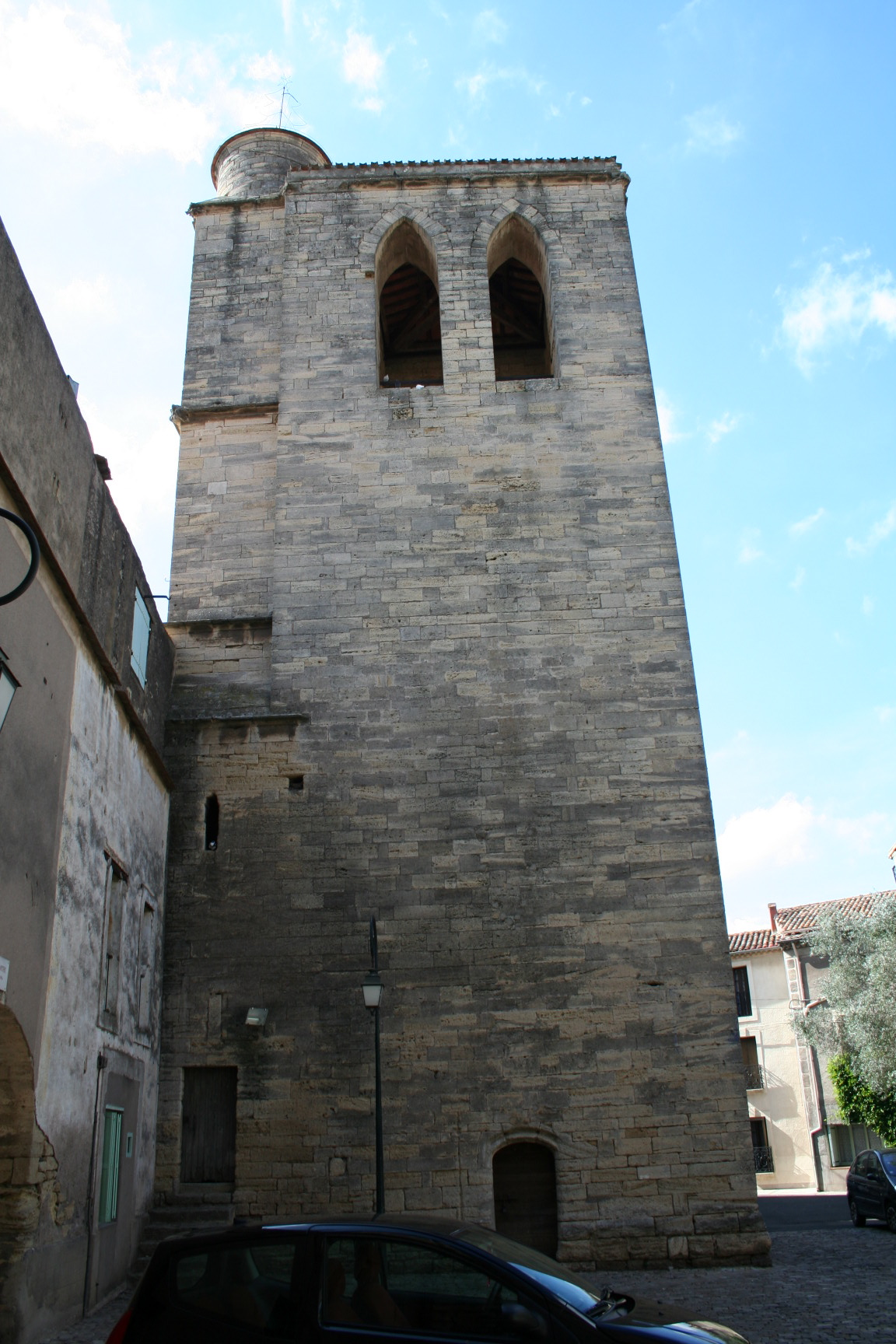
Torre

- La Torre.